# Pomerania

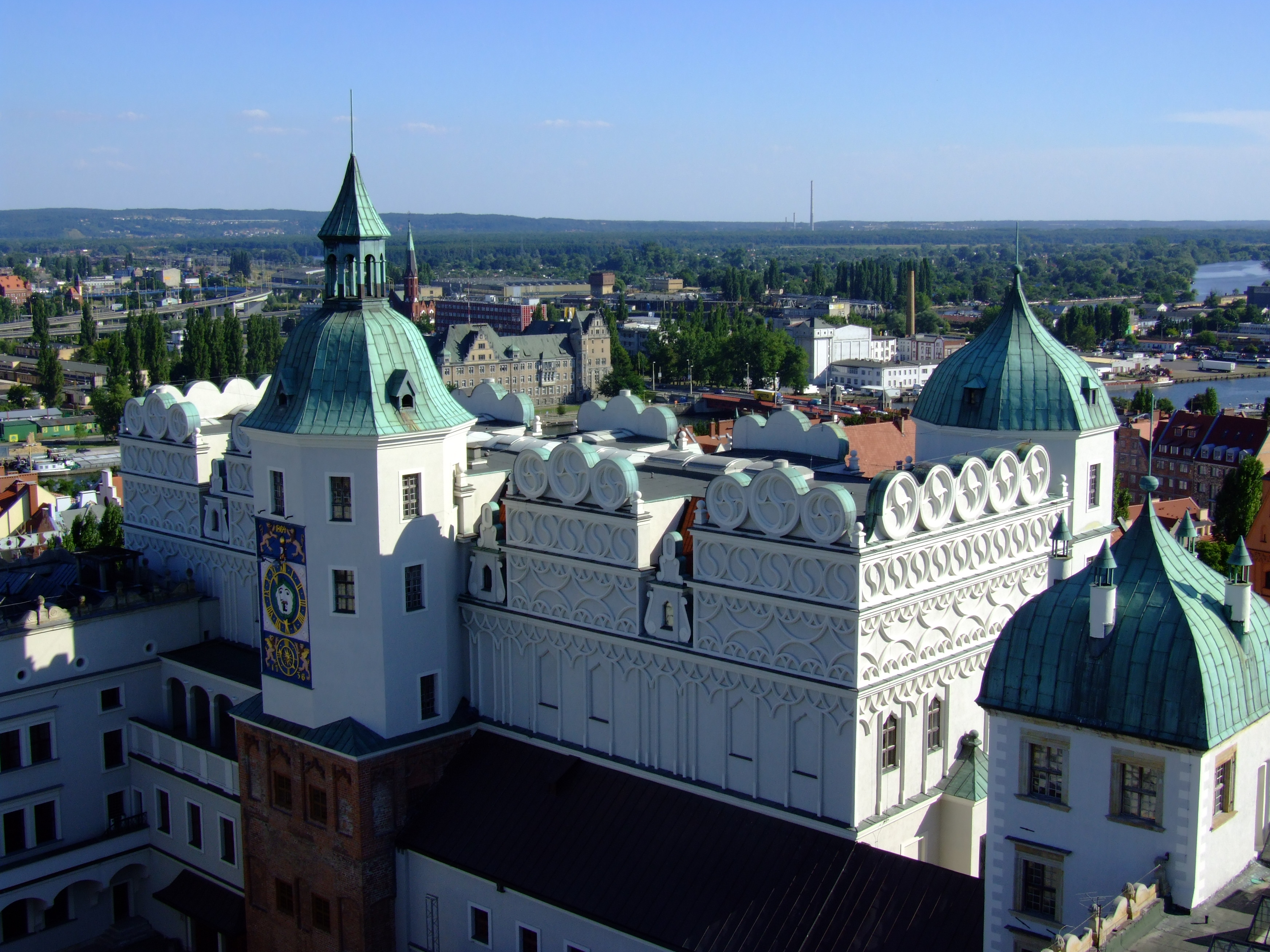
Szczecin

Pomerania (tiếng Ba Lan: Pomorze [pɔ̃ˈmɔʒɛ], tiếng Đức: Pommern [ˈpɔmɐn], tiếng Latinh: Pomerania) là một khu vực lịch sử trên bờ phía nam của biển Baltic.
Tên gọi Pomerania đến từ tiếng Slavic po more, có nghĩa là "[đất] bên biển". Tính từ cho vùng Pomerania (tiếng Ba Lan: Pomorski, tiếng Đức: pommersch), danh xưng cư dân được gọi là Pomeranian (tiếng Ba Lan: Pomorzanie, tiếng Đức: Pommern).
Ngày nay được phân chia giữa Đức và Ba Lan, Pomerania trải dài khoảng từ sông Recknitz gần Stralsund ở phía tây, qua vùng đồng bằng sông Odra gần Szczecin, để cửa sông Leba hoặc hồ Żarnowieckie gần Lebork. Nó đôi khi được coi bao gồm cả Pomerelia (Pomorze Gdańskie), lên đến vùng đồng bằng sông Vistula gần Gdansk ở phía đông, cũng như Chelmno đất ở miền Nam. Tỉnh Pomorskie chỉ bao gồm chỉ một phần của Pomerania lịch sử.
Những hòn đảo lớn nhất Pomeranian là Rügen, Usedom/Uznam và Wolin. Pomerania thuộc về những vùng đất thấp của đồng bằng Bắc Âu. Các thành phố lớn nhất Pomeranian là Szczecin (hẹp) hoặc Gdansk/Tricity (rộng hơn). Bên ngoài khu vực đô thị của nó, Pomerania có đặc trưng là đất nông nghiệp, xe kẽ là nhiều hồ xen kẽ hồ, rừng, và thị trấn. Khu vực này chịu ảnh hưởng mạnh mẽ về sự dịch chuyển dân số và biên giới qua các cuộc thế chiến I và thế chiến II, với hầu hết các cư dân trước chiến tranh để lại hoặc bị trục xuất sau năm 1945.

### Thông tin internet
- Western Pomerania trên DMOZ
- Pomerania trên DMOZ
- Kuyavia and Pomerania trên DMOZ
- Mecklenburg-Western Pomerania trên DMOZ

### Văn hóa và lịch sử
- Pomeranian dukes castle in Szczecin (Polish, German, English)
- Pomeranian (German) Lưu trữ ngày 9 tháng 3 năm 2013 tại Wayback Machine
- "Pomerania" . Catholic Encyclopedia. New York: Robert Appleton Company. 1913.
- Collection of historical eBooks about Pomerania (German) Lưu trữ ngày 12 tháng 1 năm 2009 tại Wayback Machine
- Chisholm, Hugh, biên tập (1911). "Pomerania" . Encyclopædia Britannica (ấn bản thứ 11). Cambridge University Press.

### Bản đồ của Pomerania
- Map of Pomerania as in 1905, in German Wikipedia
- Woiewództwa Pomorskie i Małborskie oraz Pomerania Elektorska, G.B.A.Rizzi-Zannoni 1772 Lưu trữ ngày 9 tháng 3 năm 2013 tại Wayback Machine
- FEEFHS Map Room: German Empire - East (1882) - Pommern (Pomerania), Prussia Lưu trữ ngày 5 tháng 5 năm 2008 tại Wayback Machine
- Pomerania in 1789